# Улица Сущинского (Саранск)
У́лица Сущи́нского — улица в Октябрьском районе города Саранска. Названа решением исполкома Саранского горсовета от 13 августа 1975 года в честь уроженца Саранска, фронтового кинооператора Владимира Александровича Сущинского (1912—1945), погибшего 22 февраля 1945 года, снимая наступление советских войск в предместьях польского города Вроцлав.
Застройка начата в 1975 году, в основном — типовыми жилыми пяти- и девятиэтажными домами. Построен ряд культурных и социально-бытовых объектов, в 1976 году открыта средняя школа, во второй половине 1970-х осуществлено масштабное озеленение. 
Предприятия и организации:
- детский сад № 120 — дом 2
- детский сад № 94 — дом 13
- детская библиотека, филиал № 21 — дом 4 корпус 5
- средняя общеобразовательная школа № 30 — дом 5
- торговый центр — дом 9-а
- социально-реабилитационный центр для несовершеннолетних «Радуга» — дом 10.
- супермаркет «Эверест» — дом 15
- детская художественная школа № 3 Октябрьского района, филиал Сбербанка — дом 24

Городская администрация планирует в ближайшем будущем реконструировать участок улицы от Северо-Восточного шоссе до улицы Севастопольской, превратив его в четырёхполосную автостраду.

## Транспорт
- автобусный маршрут № 17 — конечная остановка у торгового центра «Товарищ» на ул. Сущинского;
- маршрутные такси — маршруты № 37, 40.